# Quatre-Saints-Couronnés (titre cardinalice)
Pour les articles homonymes, voir Quatre Saints couronnés (homonymie).
Le titre cardinalice des Quatre-Saints-Couronnés peut être identifié avec celui du Titulus Aemilianae figurant dans les synodes de Rome 499 et 595 selon Louis Duchesne. D'après l'Annuaire Pontifical catholique, le titre Aemilianae est supprimé vers 600 par le pape Grégoire Ier et remplacé par celui des Quatre-Saints-Couronnés.
Selon le catalogue de Pietro Mallio, rédigé sous le pontificat du pape Alexandre III, le titre est lié à la basilique Saint-Laurent-hors-les-Murs et ses prêtres y célèbrent la messe à tour de rôle.
Parmi ses titulaires, on peut citer les futurs papes Léon IV, Étienne V, Alfonso de Borja (Calixte III), Giovanni Antonio Facchinetti (Innocent IX) et Giacomo della Chiesa (Benoît XV).

## Titulaires
- Fortunato (590-?)
- Giovanni (731- avant 745)
- Teofano (745- avant 761)
- Costantino (761- avant 772)
- Ubaldo Cornelio (772- avant 795)
- Léon IV, Ordre de Saint-Benoît (844-847)
- Leone (853- avant 882)
- Basilio (882)
- Étienne V (882 ou 883-884)
- Teofilatto (964-?)
- Giovanni (992-?)
- Ermanno (ou Erimanno) (1061-1088)
- Bobone (1099-1100)
- Agostino (1100-?)
- Bosone (vers 1117-?)
- Bendetto (1130-?), pseudo-cardinal de l'antipape Anaclet II
- Guillaume de Court Novel (Guglielmo Curti), Ordre cistercien (1338-1350)
- Pierre Itier (1361-1364)
- Jean de Dormans (1368-1373)
- Hughes de Montelais (ou Montrelaix) (1375-1379)
- Demeter (ou Demetrius) (1379-1386)
- Bálint Alsáni (or Valentin d'Alsan) (1386-1408)
- Jean de Neufchâtel (1383-1392), pseudo-cardinal de Clément VII
- Francesco Uguccione (ou Hugotion, ou Hugociano, ou Aguzzonis) (1408-1412)
- Alfonso Carrillo de Albornoz (1423-1434), pseudo-cardinal de Benoît XIII
- Louis de Luxembourg (1440-1442)
- Alfonso de Borja (1444-1455)
- Luis Juan del Milà (1456-1508)
- Vacance (1508-1513)
- Lorenzo Pucci (1513-1524)
- Vacance (1524-1531)
- Antonio Pucci (1531-1541)
- Roberto Pucci (1544-1547)
- Henri Ier de Portugal (roi du Portugal : 1578-1580) (1547-1580)
- Vacance (1580-1584)
- Giovanni Antonio Facchinetti (1584-1591)
- Giovanni Antonio Facchinetti de Nuce (1592-1602)
- Giovanni Garzia Millini (1608-1627)
- Girolamo Vidoni (1627-1632)
- Francesco Boncompagni (1634-1641)
- Cesare Facchinetti (1643-1671)
- Francesco Albizzi (1671-1680)
- Sebastiano Antonio Tanara (1696-1715)
- Giovanni Patrizi (1716-1727)
- Vacance (1727-1731)
- Alessandro Aldobrandini (1731-1734)
- Joaquín Fernández Portocarrero (1743-1747)
- Giovanni Battista Mesmer (1747-1749)
- Vacance (1749-1754)
- Carlo Francesco Durini (1754-1769)
- Vacance (1769-1775)
- Christoph Bartholomäus Anton Migazzi (1775-1803)
- Vacante (1803-1826)
- Ludovico Micara, Frères mineurs capucins (1826-1837)
- Giovanni Soglia Ceroni (1839-1856)
- Vacance (1856-1863)
- Antonio Saverio De Luca (1863-1878)
- Americo Ferreira dos Santos Silva (1880-1899)
- Pietro Respighi (1899-1913)
- Giacomo della Chiesa (1914)
- Victoriano Guisasola y Menéndez (1914-1920)
- Karl Joseph Schulte (1921-1941)
- Norman Thomas Gilroy (1946-1977)
- Julijans Vaivods (1983-1990)
- Roger Michael Mahony (1991-)

## Sources
- (it) Cet article est partiellement ou en totalité issu de l’article de Wikipédia en italien intitulé « Santi Quattro Coronati (titolo cardinalizio) » (voir la liste des auteurs).